# ناتاليا غونكاروفا
ناتاليا غونكاروفا (بالروسية: Гончарова, Наталья Михайловна)‏ هي غطاسة روسية، ولدت في 29 يناير 1988 في فارونيش في روسيا.

## وصلات خارجية
- ناتاليا غونكاروفا على موقع الاتحاد الدولي للسباحة (الإنجليزية)
- ناتاليا غونكاروفا على موقع قاعدة بيانات الغوص IAT (الألمانية)
- ناتاليا غونكاروفا على موقع اللجنة الأولمبية الدولية (الإنجليزية)
- ناتاليا غونكاروفا على موقع أوليمبيديا (الإنجليزية)